# Chocolate (canción de Jesse & Joy)
«Chocolate» es una canción interpretada por el dúo mexicano Jesse & Joy incluido en segundo álbum de estudio, Electricidad (2009). La compañía discográfica Warner Music México la lanzó como el segundo sencillo oficial del álbum el 23 de noviembre del 2009.

## Vídeo musical

### Filmación
El vídeo fue grabado bajo la dirección de Esteban Madrazo y es de temática animada.

## Promoción
Ha sido incluida en varios álbumes recopilatorios y álbumes en vivo además también está dentro de las listas de canciones incluidas en sus giras musicales.

## Lista de canciones

### Descarga digital[7]
| Chocolate — Single |             |          |  |
| N.º                | Título      | Duración |  |
| 1.                 | «Chocolate» | 4:08     |  |

## Listas musicales
| País           | Chart     | Lista                  | Mejor posición |
| 2009           | 2009      | 2009                   | 2009           |
| -------------- | --------- | ---------------------- | -------------- |
| Estados Unidos | Billboard | Latin Pop Airplay      | 29             |
| México         | Billboard | Mexico Airplay         | 13             |
| México         | Billboard | Mexico Espanol Airplay | 9              |

## Historial de lanzamiento
| Región | Fecha                   | Formato                     | Discográfica              | Ref.   |
| ------ | ----------------------- | --------------------------- | ------------------------- | ------ |
| México | 23 de noviembre de 2009 | Descarga digital, Streaming | Warner Music S.A. de C.V. | [ 11 ] |